# Теофано (10. век)
Теофано (грч: Θεοφανώ, умрла после 976. год.?) је била византијска царица која је у историју ушла као супруга Романа II, да би се након његове изненадне смрти, како би сачувала престо малолетним синовима Василију II и Константину VIII, удала за успешног војсковођу Нићифора II Фоку. Иако се Нићифор показао као лојалан регент у име њених синова, Теофано га је издела како би се удала за млађег и лепшег Јована I Цимискија. Пошто је ступио на престо, Цимискије је под притиском патријарха пристао да Теофано пошаље у манастир. Могуће је да је царици дозвољен повратак на двор када је 976. њен старији син Василије преузео царску круну.